# Ихтиман
Ихтима́н (болг. Ихтиман) — город в Болгарии. Находится в Софийской области, центр одноимённой общины. Население составляет 13 617 человек (2022). Расположен в 48 км от Софии. Вблизи города проходят автомагистраль «Тракия» и железная дорога София — Пловдив — Свиленград.

## История
Основан римлянами для защиты дорог к Босфору, носил латинское название Стипон (лат. Stipon). Нынешнее название (тюркского происхождения) получил во время турецкого завоевания в XIV веке.
В 1979 году было завершено строительство чугунолитейного завода.

## Политическая ситуация
Кмет (мэр) общины Ихтиман — Маргарита Иванова Петкова (Болгарская социалистическая партия (БСП)) по результатам выборов.

## Города — побратимы
1. Климовск (Россия)